# Toxorhynchites gerbergi
Toxorhynchites gerbergi är en tvåvingeart som beskrevs av John Nicholas Belkin 1977. Toxorhynchites gerbergi ingår i släktet Toxorhynchites och familjen stickmyggor.
Artens utbredningsområde är Grenada. Inga underarter finns listade i Catalogue of Life.